# Incursione turca nel nord dell'Iraq del 2008
L'incursione turca nel nord dell'Iraq del 2008, nome in codice Operazione Sole (in turco Güneş Harekatı) dalle forze armate turche, iniziò il 21 febbraio 2008, quando l'esercito turco iniviò truppe nel nord dell'Iraq per colpire il Partito dei lavoratori del Kurdistan (PKK). L'offensiva di terra venne preceduta da bombardamenti aerei della Forza Aerea Turca contro i campi del PKK nel nord dell'Iraq, iniziati il 16 dicembre 2007. Ciò costituiva la "prima incursione a terra confermata" dell'Iraq dall'invasione guidata dagli Stati Uniti nel 2003.
I primi rapporti indicavano che fino a 10 000 soldati avevano preso parte all'operazione, mentre rapporti successivi indicavano solo diverse centinaia.

## Panoramica
Nell'ottobre 2007, jet e forze di terra turche si scontrarono con le forze del PKK in Turchia e oltre il confine con il nord dell'Iraq.

## Campagna di bombardamenti invernali
La Turchia lanciò il suo primo raid transfrontaliero il 16 dicembre 2007, coinvolgendo 50 aerei da combattimento. Una dichiarazione militare turca disse che fino a 175 militanti erano stati uccisi solo in quel giorno, mentre i funzionari iracheni riferirono che gli attacchi avevano preso di mira 10 villaggi e ucciso un civile. Il PKK ha riportato sette morti.
Il 26 dicembre, lo stato maggiore turco disse che gli aerei militari turchi avevano bombardato otto basi del PKK nel nord dell'Iraq in un raid intrapreso successivamente. "È stato stabilito che un grande gruppo di militanti, che sono stati osservati per molto tempo, si preparavano a passare l'inverno in otto caverne e nascondigli nella regione di Zap", si legge nella dichiarazione.
Il 10 gennaio 2008, gli aerei da guerra turchi bombardarono i nascondigli del Pkk nel nord dell'Iraq, ma non ci furono notizie di vittime o danni gravi.
L'esercito turco scrisse in una dichiarazione del 4 febbraio che gli aerei da combattimento turchi avevano colpito circa 70 obiettivi del PKK nel nord dell'Iraq in una serie di scioperi.
Il presidente della regione curda del nord Iraq, Masud Barzani, condannò le incursioni della Turchia e avvertì Ankara di fermare gli scioperi, e il ministro degli Esteri iracheno Hoshyar Zebari, membro del Partito democratico curdo (KDP), espresse preoccupazione per il fatto che "azioni unilaterali" potessero danneggiare gli interessi iracheni e turchi. Secondo le stime dello Stato maggiore turco, c'erano 300 militanti del PKK nella regione prima dell'incursione e lo stato maggiore sostiene che 240 militanti siano stati uccisi.

## Operazione Sole

### Preparazione per l'incursione terrestre
Il 21 febbraio, la Turchia iniziò a prendere di mira l'artiglieria e il bombardamento aereo delle posizioni del PKK nel nord dell'Iraq al fine di "distruggere l'infrastruttura organizzativa nella regione". Questo durò dalle 10:00 alle 18:00 ora locale (UTC +2). Il governo turco riferì che il giorno dell'operazione il presidente turco Abdullah Gül aveva fatto una telefonata al presidente iracheno Jalal Talabani, lui stesso un curdo, per informarlo sui dettagli dell'incursione. Invitò anche Talabani ad andare in Turchia.
Il primo ministro turco Recep Tayyip Erdogan disse di aver chiamato il primo ministro iracheno Nouri al-Maliki nella notte in cui uniziò l'operazione a terra, e in seguito il presidente degli Stati Uniti George W. Bush. Gli Stati Uniti vennero sorvegliati nella sua risposta all'incursione, chiedendo che la Turchia si occupasse solo di colpire il PKK, di "limitare la portata e la durata delle loro operazioni" e di lavorare con funzionari iracheni e curdi.

### Incursione

Mappa del Kurdistan iracheno

L'incursione stessa iniziò alle 17:00 UTC del 21 febbraio 2008. I rapporti di NTV in Turchia indicavano che 10 000 soldati erano coinvolti nell'operazione, e avevano avanzato 10 km oltre il confine turco in Iraq,  principalmente intorno alla regione di Hakurk. Un altro rapporto della CNN-Turk disseo che sono state coinvolte 3000 forze speciali.
L'incursione venne annunciata il giorno seguente sul sito web dello Stato maggiore turco e costituirebbe la "prima incursione a terra confermata" dall'invasione dell'Iraq del 2003.
Secondo il ministro degli Esteri iracheno, le truppe turche erano avanzate solo 5 km nel territorio iracheno. Si dice che inizialmente siano entrati in Iraq anche 60 carri armati, ma il giorno seguente alcuni tornarono oltre il confine.
Le forze peshmerga curdo-irachene vennero messe in allerta e impedirono agli osservatori militari turchi nel nord dell'Iraq di lasciare i loro campi.
Funzionari iracheni annunciarono che nessuna truppa turca aveva attraversato il confine iracheno usando la principale via di terra verso l'Iraq, il ponte Khabur, e non c'erano notizie di contatti turchi da parte delle forze Peshmerga del governo regionale del Kurdistan. L'Iraq rivendicò che la Turchia avesse distrutto cinque ponti nell'area.
Il 24 febbraio, fonti del PKK affermarono che i combattenti del PKK avessero abbattuto un elicottero turco Cobra. La Turchia lo confermò successivamente, affermando che l'incidente era avvenuto "a causa di un motivo sconosciuto". Le truppe turche avanzanti stavano attaccando i rifugi e i centri logistici del PKK. Secondo la Turchia, i militanti in ritirata del PKK piazzarono trappole esplosive sotto i cadaveri di compagni morti e piantarono mine sulle vie di fuga per guadagnare tempo.
Al 25 febbraio, i militari avevano avanzato più di 30 km (20 miglia) in Iraq e affermarono di aver distrutto sette campi di militanti. Forti combattimenti avvennero all'ingresso della valle del Grande Zab con la maggior parte delle truppe turche in Iraq coinvolte in un attacco a un centro di comando PKK nella valle dopo aver preso il controllo del campo Haftanin del PKK a circa 5 km dal confine. Il combattimento era concentrato su una collina strategica che controllava l'ingresso della valle. Almeno 21 militanti vennero uccisi nella battaglia per la collina secondo l'esercito turco. Il PKK usò cannoni a lungo raggio per tenere a bada i militari, uccidendo due soldati turchi, fino a farli tacere con armi leggere e pesanti. Le perdite di PKK non vennero determinate a causa del maltempo.
Nei giorni a venire gli aerei da guerra turchi bombardarono i nascondigli del PKK nella zona montuosa di Siladze e gli intensi combattimenti imperversarono nell'area vicino ai campi del PKK a Zap e Haftanin, con i guerriglieri che resero una rigida resistenza. Il 27 febbraio la Turchia inviò truppe addizionali in Iraq di fronte alle continue pressioni della comunità internazionale per un rapido ritiro.
Il 28 febbraio un alto funzionario turco disse che le forze di sicurezza turche stessero progettando di ritirare le loro truppe entro pochi giorni a un cordone sanitario disabitato sul lato sud del confine. La pressione sulla ritirata della Turchia, tuttavia, continuava a salire.
L'esercito turco si ritirò dall'Iraq il 29 febbraio, dichiarando che i loro obiettivi fossero stati raggiunti e l'operazione conclusa, negando allo stesso tempo che il ritiro fosse stato provocato dalle pressioni degli Stati Uniti.

## Vittime e perdite
Secondo lo stato maggiore turco, durante l'operazione vennero colpiti in totale 272 bersagli aerei e 517 da attacco di terra; mentre 126 caverne, 290 rifugi, 12 posti di comando, 11 postazioni di comunicazione, 6 strutture di addestramento, 23 strutture logistiche, 18 mezzi di trasporto, 40 cannoni artiglieria leggera e 59 armi antiaeree del PKK vennero distrutte. La Turchia dichiarò di aver ucciso 237 militanti del PKK e di averne catturato 3 durante l'operazione a terra. Sul lato turco, 24 soldati e 3 guardie del villaggio vennero uccise in combattimento. Prima dell'operazione di terra, la Turchia stimava che altri 300 militanti del PKK fossero stati uccisi dagli attacchi aerei turchi, iniziati il 16 dicembre 2007 e continuati fino all'inizio dell'offensiva di terra il 21 febbraio 2008..

## Operazioni post-conflitto
La Turchia continuò con sporadici attacchi a lungo raggio nelle settimane successive all'operazione. Nella settimana del 24 marzo 2008, le forze armate turche annunciarono di aver ucciso almeno 15 ribelli nel nord dell'Iraq dopo aver sparato su di loro con armi a lungo raggio. Un portavoce delle forze di sicurezza regionali curde irachene, tuttavia, smentì il rapporto, affermando che la Turchia non avesse condotto alcuna operazione militare o di assalto aereo nelle ultime due settimane.
Il 25 e il 26 aprile 2008, l'aviazione turca bombardò le basi del PKK nelle regioni settentrionali irachene di Zap, Avasin-Basyan e Hakurk. Questo venne descritto come il più grande attacco dalla fine dell'operazione Sole. Per prima cosa gli obici del Fırtına T-155 (che hanno un raggio tra i 30 ei 56 km, a seconda del tipo di munizione) vennero usati per coprire le posizioni del PKK a partire dalle 18:00 del 25 aprile, e ciò durò per due ore. Quindi i jet F-16 equipaggiati con LANTIRN appartenenti al 181º squadrone (Pars Filo) e ai jet Terminator F-4E 2020 appartenenti al 171º squadrone (Korsan Filo) iniziarono a bombardare le posizioni del PKK nel nord dell'Iraq, e ciò durò 45 minuti. Nel frattempo, gli UAV Heron MASCHIO vennero utilizzati per ottenere dati di ricognizione relativi alle posizioni del PKK e circa 1000 commando turchi entrarono a 8 chilometri nel nord dell'Iraq dalla zona di confine vicino a Derecik (Şemdinli) alla ricerca dei militanti del PKK. Il 26 aprile 2008, intorno alle 06:00, venne effettuato un secondo attacco aereo dai jet dell'aeronautica turca dalla base aerea di Diyarbakir, in cui sono stati bombardati i militanti del PKK che utilizzavano l'area del cimitero di Hakurk come nascondiglio. Questo fu seguito da un altro attacco aereo alle 10:00 nella stessa mattina, durante il quale i jet della Forza Aerea Turca entrarono per 30 chilometri nello spazio aereo iracheno.
Il 1º maggio 2008, almeno 30 aerei dell'Air Force turca bombardarono i campi del PKK nel nord dell'Iraq. L'operazione iniziò poco prima di mezzanotte e proseguì fino a venerdì 2 maggio 2008. Secondo fonti militari turche, gli obiettivi del PKK bombardati erano lontani dagli insediamenti civili, sulle montagne dell'area di Qandil (Kandil). Il 3 maggio lo Stato maggiore turco annunciò che "più di 150 militanti del PKK sono stati neutralizzati nell'ultima operazione, che ha preso di mira i campi nelle montagne Qandil, dove si trovano la maggior parte dei membri di alto livello dell'organizzazione." Lo stato maggiore turco, senza dare un nome preciso, sottintendeva che i ribelli del PKK che erano stati neutralizzati potevano anche includere "una guerriglia che guida l'organizzazione"; portando la stampa turca a ipotizzare che Murat Karayilan potrebbe essere stato ucciso durante gli ultimi attacchi aerei.

## Reazioni

### Organizzazioni internazionali
- Unione europea – Il consulente per la politica estera Javier Solana parlò in una conferenza stampa in Slovenia, dicendo: "Comprendiamo le preoccupazioni della Turchia ... ma riteniamo che questa azione non sia la risposta migliore. L'integrità territoriale dell'Iraq è per noi molto importante."[52] La Commissione europea dichiarò attraverso una portavoce che "L'Unione europea comprende la necessità della Turchia di proteggere la sua popolazione dal terrorismo e afferma anche che la Turchia dovrebbe astenersi dall'assumere azioni militari sproporzionate e rispettare i diritti umani e lo stato di diritto."[24]
- Nazioni Unite – Il segretario generale Ban Ki-moon rilasciò una dichiarazione in cui si chiedeva "il massimo freno" e il rispetto dei confini internazionali da parte della Turchia e la fine immediata delle "incursioni da parte degli elementi del PKK" in Turchia.[53]

### Governi nazionali
- Australia – Il ministro degli Esteri Stephen Smith invitò la Turchia a rispettare la sovranità dell'Iraq e a ritirarsi il prima possibile.[11]
- Germania – L'ufficio esteri esortò la Turchia a non aumentare le tensioni regionali.[29]
- Iraq – Il governo iracheno protestò contro gli incaricati d'affari turchi a Baghdad. Un portavoce del governo iracheno dichiarò: "La nostra posizione è che la Turchia dovrebbe rispettare la sovranità dell'Iraq ed evitare qualsiasi azione militare che possa minacciare la sicurezza e la stabilità."[30] Il 26 febbraio l'Iraq accrebbe le sue critiche, affermando che "l'azione militare unilaterale era inaccettabile e ha minacciato le buone relazioni tra i due paesi vicini."[54]
- Russia - Il ministero degli Esteri russo espresse la speranza che si potesse trovare una soluzione politica che rispettasse la sovranità e la sicurezza regionale dell'Iraq, pur riconoscendo l'importanza di non permettere "che il territorio di uno stato venga utilizzato come palcoscenico per attività terroristiche contro i loro vicini."[29]
- Regno Unito – L'ufficio esteri dichiarò: "Raccomanderemmo alla Turchia di ritirarsi dal territorio iracheno il prima possibile e fare la massima attenzione possibile per evitare di causare danni alla popolazione civile".[55] Il 23 febbraio il ministro degli Esteri turco Ali Babacan chiamò il ministro degli esteri britannico David Miliband per aggiornarlo sui progressi dell'operazione e sulle sue opinioni.[56]
- Stati Uniti – Nei mesi precedenti l'incursione, gli Stati Uniti avevano ripetutamente espresso preoccupazione per il fatto che un'azione militare su vasta scala nel nord dell'Iraq avesse il potenziale per destabilizzare la regione, nonostante sostenesse il diritto della Turchia di difendersi dagli insorti.[57][58] Venne vista come una "amara sconfitta per la diplomazia americana" quando la Turchia lanciò l'operazione a dispetto di questo sforzo di lobby,[59] e anche se gli USA avessero espresso la loro convinzione che la Turchia avesse il diritto di difendersi dagli insorti[60] hanno mantenuto una pressione costante sulla Turchia per limitare la durata e la portata dell'operazione.[40][61] Il 24 febbraio, ad esempio, il Segretario alla Difesa americano Robert Gates dichiarò: "Spero che sarà breve, che sarà preciso, di evitare perdite di vite innocenti e che se ne vadano il più rapidamente possibile."[56]

### Governi regionali
- KRG Il governo regionale del Kurdistan condannò l'operazione turca e chiese l'immediato ritiro delle truppe. Il KRG suggerì colloqui diretti a quattro vie tra la Turchia, gli Stati Uniti, il governo iracheno e il governo regionale nel nord dell'Iraq.[62] Il presidente del governo regionale, Massoud Barzani, pur affermando che il governo curdo non facesse parte del conflitto turco-PKK, avvertì la Turchia dell'inflizione di vittime civili dicendo "se le forze armate turche prendono di mira cittadini civili curdi o strutture civili, ordineremo una resistenza su larga scala "e," se gli scontri hanno danneggiato qualcuno dei cittadini curdi o hanno raggiunto ulteriormente le aree abitate dai curdi, i curdi verranno istruiti e preparati a contrattaccare".[63][64] Il 28 febbraio il primo ministro curdo affermò che l'offensiva turca potesse essere diretta alla regione del Kurdistan in Iraq, e non strettamente al PKK.[65]